# Arinae
Los loros neotropicales (Arinae) son una de las dos subfamilias de aves psitaciformes pertenecientes a la familia Psittacidae, cuyos miembros habitan en América. La subfamilia está compuesta por todos los loros típicos (Psittacoidea) que habitan en la región neotropical. 
Se compone de dos grupos principales (tribus Arini y Androglossini) cuyas especies se diferencian fácilmente por tener la cola larga o corta, respectivamente, y que a su vez se clasifican en 32 géneros existentes en época moderna. Aunque se conocen bastante pocos fósiles de loros, la mayoría pertenecen a la tribu Arini y muestran que los géneros modernos se empezaron a diferenciar en el Pleistoceno, hace solo unos pocos millones de años. 

## Taxonomía
La taxonomía del grupo no está plenamente resuelta, pero la siguiente clasificación es respaldada por los estudios más sólidos.
- Tribu Arini
  - Género Cyanoliseus
  - Género Enicognathus
  - Género Rhynchopsitta
  - Género Pyrrhura
  - Género Anodorhynchus
  - Género Leptosittaca
  - Género Ognorhynchus
  - Género Diopsittaca
  - Género Guarouba
  - Género Conuropsis (extinto)
  - Género Cyanopsitta
  - Género Orthopsittaca
  - Género Ara
  - Género Primolius (3 especies anteriormente en  Propyrrhura)
  - Género Aratinga
  - Género Psittacara
  - Género Pionus
  - Género Nandayus
  - Género Thectocercus
  - Género Eupsittula
- Tribu Androglossini
  - Género Pionopsitta
  - Género Triclaria
  - Género Pyrilia (7 especies anteriormente situadas en Pionopsitta).
  - Género Graydidascalus
  - Género Alipiopsitta (anteriormente en Amazona, Salvatoria)
  - Género Amazona
- Incertae sedis
  - Género Pionites (2 especies)
  - Género Deroptyus (1 especie)
  - Género Hapalopsittaca (4 especies)
  - Género Nannopsittaca (2 especies)
  - Género Psilopsiagon (2 especies, anteriormente en Bolborhynchus)
  - Género Bolborhynchus (3 especies)
  - Género Touit (8 especies)
  - Género Brotogeris (8 especies)
  - Género Myiopsitta (1-2 especies)
  - Género Forpus (7 especies)